# Кампања у Камбоџи
Камбоџанска кампања (такође позната као упад Камбоџе и ослобођење Камбоџе) била је серија војних операција које су средином 1970. године извели Јужни Вијетнам и Сједињене Државе као експанзија Вијетнамског рата и Камбоџанског грађанског рата. Тринаест операција је извела Војска Републике Вијетнам (АРВН) између 29. априла и 22. јула и америчке снаге између 1. маја и 30. јуна 1970. године.
Циљ кампање је био пораз око 40.000 војника Народне армије Вијетнама (ПАВН) и Вијетконга (ВЦ) у источним пограничним регионима Камбоџе. Неутралност Камбоџе и војна слабост учинили су њену територију сигурном зоном у којој су снаге ПАВН/ВЦ могле успоставити базе за операције преко границе. С обзиром да су САД кренуле ка политици вијетнамизације и повлачења, настојале су да ојачају владу Јужног Вијетнама елиминацијом прекограничне претње.
Промена у камбоџанској влади омогућила је могућност да се базе униште 1970. године, када је принц Нородом Сиханук свргнут и замењен про-У. С. Генерал Лон Нол . Серија јужновијетнамско -кмерских операција заузела је неколико градова, али је војно и политичко вођство ПАВН/ВЦ за длаку избегло кордон. Операција је делимично била одговор на офанзиву ПАВН-а 29. марта против камбоџанске војске која је заузела велике делове источне Камбоџе након ових операција. Савезничке војне операције нису успеле да елиминишу многе трупе ПАВН/ВЦ или да заузму њихов неухватљиви штаб, познат као Централна канцеларија за Јужни Вијетнам (ЦОСВН), пошто су отишли месец дана раније, али је извлачење заробљеног материјала у Камбоџи подстакло тврдње о успеху.

## Прелиминаро

### Позадина
ПАВН је користио велике делове релативно ненасељене источне Камбоџе као уточишта у које су се могли повући из борбе у Јужном Вијетнаму да се одморе и реорганизују без напада. Ове базе су такође користили ПАВН и ВЦ за складиштење оружја и другог материјала који је у великој мери транспортован у регион на стази Сиханук. Снаге ПАВН-а су почеле да се крећу кроз камбоџанску територију још 1963.
Неутралност Камбоџе је већ била нарушена од стране јужновијетнамских снага у потрази за политичко-војним фракцијама које су се супротстављале режиму Нго Ђинх Дима крајем 1950-их и почетком 1960-их. Године 1966, принц Нородом Сиханук, владар Камбоџе, уверен у коначну победу комуниста у југоисточној Азији и уплашен за будућност своје владавине, закључио је споразум са Народном Републиком Кином који је дозволио успостављање трајних комунистичких база на тлу Камбоџе и коришћење камбоџанске луке Сихануквил за снабдевање. ‍:193
Током 1968. године, урођенички комунистички покрет Камбоџе, који је Сиханук назвао Црвени Кмери (Црвени Кмери), започео је побуну да збаци владу. Иако су у то време добијали веома ограничену материјалну помоћ од Северновијетнамаца (влада Ханоја није имала подстицај да свргне Сиханука, пошто је била задовољна његовом континуираном „неутралношћу“), могли су да заклоне своје снаге у областима које контролише ПАВН/ ВЦ трупе.
Америчка влада је била свесна ових активности у Камбоџи, али се уздржала од предузимања отворених војних акција унутар Камбоџе у нади да ће убедити живог Сиханука да промени свој став. Да би се ово постигло, председник Линдон Б. Џонсон је одобрио тајне прекограничне извиђачке операције које је спроводила тајна група за студије и посматрање како би прикупила обавештајне податке о активностима ПАВН/ВЦ у пограничним регионима (Пројекат Везув).

### Мени, пуч и северновијетнамска офанзива
Нови командант Команде америчке војне помоћи, Вијетнам (МАЦВ), генерал Крејтон В. Абрамс, препоручио је председнику Ричарду М. Никсону убрзо након Никсонове инаугурације да области камбоџанске базе бомбардују Б-52 Стратофортресс бомбардери. ‍:127Никсон је у почетку одбио, али преломна тачка је дошла са покретањем ПАВН- ове Тет 1969 офанзиве у Јужном Вијетнаму. Никсон, љут због онога што је сматрао кршењем „споразума“ са Ханојем након престанка бомбардовања Северног Вијетнама, одобрио је тајну ваздушну кампању. Прва мисија Операције Мени је послата 18. марта, а до завршетка 14 месеци касније, извршено је више од 3.000 летова и 108.000 тона бомби бачено на источну Камбоџу.
Док је Сиханук био у иностранству у Француској ради лечења у јануару 1970. године, широм Камбоџе су одржане антивијетнамске демонстрације које је спонзорисала влада. Непрекидни немири подстакли су премијера/министра одбране Лон Нола да затвори луку Сихануквил за снабдевање комунистима и да 12. марта постави ултиматум Северним Вијетнамцима да повуку своје снаге из Камбоџе у року од 72 сата. Принц, огорчен што је његов „модус вивенди“ са комунистима поремећен, одмах је организовао пут у Москву и Пекинг у покушају да добије њихов пристанак да изврши притисак на Ханој да обузда своје снаге у Камбоџи.
Саветник за националну безбедност Хенри Кисинџер написао је у својим мемоарима да „историчари ретко дају правду за психолошки стрес на креаторима политике“, напомињући да се почетком 1970. председник Никсон осећао веома опкољено и склон да се обрачуна са светом за који се веровало да је планирајући његову пропаст. Никсон је обећао да ће окончати Вијетнамски рат до 1. новембра 1969. и није то учинио, док је у јесен 1969. Сенат одбио две његове номинације за Врховни суд . Никсон је одбијање његових номинација за Врховни суд схватио као лично понижење, о чему је стално размишљао. У фебруару 1970. откривен је „тајни рат“ у Лаосу, на његово велико незадовољство.
Кисинџер је у изјави за штампу негирао да је било који Американац убијен борећи се у Лаосу, да би се два дана касније показало да је 27 Американаца убијено у борбама у Лаосу. Као резултат тога, Никсонов рејтинг јавног одобравања пао је за 11 поена, због чега је одбио да види Кисинџера следеће недеље. Никсон се надао да ће, када се Кисинџер тајно састао са Ле Ђуц Тхо у Паризу у фебруару 1970. године, да би то могло довести до напретка у преговорима и био је разочаран што се показало да није тако.
Никсон је постао опседнут филмом Паттона, биографским приказом контроверзног генерала Џорџа С. Патона, млађег, који је гледао изнова и изнова, видећи како филм представља Патона као усамљеног и несхваћеног генија којег свет није ценио, паралела себи. Никсон је рекао свом шефу особља, ХР Халдеману, да би он и остатак његовог особља требало да виде Патона и да буду више као тема филма. Осећајући да догађаји не иду у његову корист, Никсон је тражио неку смелу, смелу акцију која би могла да преокрене његово богатство.
Никсон је посебно веровао да би спектакуларна војна акција која би доказала да смо „још увек озбиљни у вези са нашим опредељењем у Вијетнаму“ могла натерати Северновијетнамце да закључе мировне преговоре у Паризу на начин који је задовољавајући за америчке интересе. Године 1969. Никсон је извукао 25.000 америчких војника из Јужног Вијетнама и планирао је да повуче 150.000 у блиској будућности. Прво повлачење 1969. довело је до повећања активности ПАВН/ВЦ у области Сајгона, а Абрамс је упозорио Никсона да би повлачење још 150.000 војника без елиминисања ПАВН/ВЦ база преко границе у Камбоџи створило неодрживу војну ситуацију . Чак и пре пуча против Сиханука, Никсон је био склон инвазији на Камбоџу.
Национална скупштина Камбоџе је 18. марта сменила Сиханука и именовала Лон Нола за привременог шефа државе. Сиханук је био у Москви, разговарајући са совјетским премијером Алексејем Косигином, који је морао да га обавести усред разговора да је управо свргнут. Као одговор, Сиханук је одмах успоставио владу у егзилу у Пекингу, удруживши се са Северним Вијетнамом, Црвеним Кмерима, ВЦ и лаоским Патет Лаоом. Чинећи то, Сиханук је дао своје име и популарност у руралним областима Камбоџе покрету над којим је имао мало контроле.
Кмерско сељаштво је поштовало Сиханука као фигуру налик Богу и његово прихватање Црвених Кмера имало је непосредне ефекте у руралним областима (Силханук је био мање популаран у образованијим урбаним областима Камбоџе). Поштовање краљевске породице било је такво да је након пуча Лон Нол отишао у Краљевску палату, клекнуо пред ноге краљице мајке Сисоват Косамак и затражио од ње опроштај што је збацила сина. У руралном граду Кампонг Цхам, фармери су разбеснели што је њихов вољени владар свргнут, линчован један од Лон Нолове браће, исечени су му џигерицу, скували је и појели како би симболизовали њихов презир према брату човека који је збацио Сиханука, који је посматран као законити некадашњи и будући краљ.
Сиханук је био разјарен вулгарним медијским нападима Лон Нола на себе и његову породицу, рекавши у интервјуу са Стенлијем Карноуом 1981. да упркос чињеници да су Црвени Кмери побили већи део краљевске породице, укључујући неколико његове деце, он још увек није жалио због тога. удруживши се са Црвеним Кмерима 1970. Његов глас повисивши од беса, Сиханук је рекао Карноуу: "Морао сам да се осветим Лон Нолу. Он је био мој министар, мој официр и издао ме". Сиханук је из Москве отишао у Пекинг, где га је топло поздравио Џоу Енлаи, који га је уверио да га Кина и даље признаје као легитимног лидера Камбоџе и да ће подржати његове напоре на обнови.
Сиханук је отишао на кинески радио да апелује на свој народ да свргне Лон Нола, кога је приказао као марионету Американаца. Лон Нол је био интензиван кмерски националиста, који је мрзио Вијетнамце, древне заклете непријатеље кмерске нације. Као и многи други кмерски националисти, Лон Нол није заборавио да је јужна половина Вијетнама била део кмерског царства све до 18. века нити је опростио Вијетнамцима што су освојили област која је историјски била део Камбоџе.
Иако је Камбоџа имала слабу војску, Лон Нол је дао Ханоју 48 сати да повуче своје снаге из Камбоџе и започео је брзу обуку 60.000 добровољаца за борбу против ПАВН/ВЦ. ‍:561Крајем марта 1970. Камбоџа је пала у анархију, као што је Карноу приметио: „Комбоџанске супарничке банде су секле једна другу на комаде, у неким случајевима славећи своју храброст једући срца и јетру својих жртава.
Одговор Северног Вијетнама је био брз; почели су директно да снабдевају велике количине оружја и саветника Црвеним Кмерима и Камбоџа је упала у грађански рат. Лон Нол је видео популацију Камбоџе од 400.000 етничких Вијетнамаца као могуће таоце да спречи нападе ПАВН-а и наредио је њихово хватање и интернирање. Камбоџански војници и цивили су тада покренули владавину терора, убивши хиљаде вијетнамских цивила. Лон Нол је подстицао погроме над вијетнамском мањином, а камбоџанска полиција је преузела вођство у организовању погрома.
На пример, 15. априла, 800 Вијетнамских мушкараца је ухапшено у селу Цхури Чангвар, везано заједно, погубљено, а њихова тела бачена у реку Меконг. Затим су плутали низводно у Јужни Вијетнам . Акције Камбоџе осудиле су и владе Северног и Јужног Вијетнама. Масакри вијетнамске мањине у Камбоџи увелико су разбеснели људе у оба Вијетнама. ‍:606Чак и пре него што је цев за снабдевање кроз Сихануквил затворен, ПАВН је почео да шири свој логистички систем из југоисточног Лаоса (пут Хо Ши Мина) на североисточну Камбоџу.
Никсон је био изненађен догађајима у Камбоџи, рекавши на састанку Савета за националну безбедност: „Шта дођавола раде ти кловнови тамо у Ленглију [ЦИА]?“. Дан након пуча, Никсон је наредио Кисинџеру: „Желим да Хелмс [директор ЦИА] развије и примени план за максималну помоћ проамеричким елементима у Камбоџи“. ЦИА је почела да лети за режим Лон Нола, преко државног секретара Вилијема П. Роџерса који је 23. марта 1970. рекао медијима о Камбоџи: „Не очекујемо да ће бити упућен било какав захтев“. Схвативши да је изгубио контролу над ситуацијом, Лон Нол је изненада прогласио „строгу неутралност“ Камбоџе.
Дана 29. марта 1970. ПАВН је покренуо офанзиву (Кампања Кс) против Камбоџанских кмерских националних оружаних снага (ФАНК), брзо заузевши велике делове источних и североисточних делова земље, изолујући и опседајући или прегазивши бројне камбоџанске градове, укључујући Кампонг Цхам. ‍:61 ‍:153Документи откривени из совјетских архива откривају да је офанзива покренута на изричит захтев Црвених Кмера након преговора са Нуон Чеом . Почетком априла потпредседник Јужног Вијетнама Нгуиен Цао Кы је два пута посетио Лон Нол у Пном Пену на тајним састанцима ради поновног успостављања дипломатских односа између две земље и договора о војној сарадњи. ‍:11514. априла 1970. Лон Нол је апеловао за помоћ, рекавши да је Камбоџа на ивици губитка независности.
Република Кмери је 17. априла објавила да Северни Вијетнам врши инвазију на Камбоџу и апеловала на помоћ у супротстављању агресији Северног Вијетнама. САД су одмах реаговале, испоручивши ФАНК-у 6.000 заробљених пушака АК-47 и транспортујући 3-4.000 припадника етничких камбоџанских цивилних нерегуларних одбрамбених група (ЦИДГ) у Пном Пен. ‍:3220. априла ПАВН је прегазио Снуол, 23. априла заузео Мемот, 24. априла напао Кеп и 26. априла почео да пуца на бродове дуж реке Меконг, напао дистрикт Цхлоунг североисточно од Пном Пена и заузео Анг Тасом, северозападно од Такеа. ‍:30Након пораза над снагама ФАНК, ПАВН је новоосвојене територије предао локалним побуњеницима. Црвени Кмери су такође успоставили „ослобођена” подручја на југу и југозападу земље, где су деловали независно од Северног Вијетнамаца.

### Планирање
Средином априла 1970. Абрамс и начелник Заједничког генералштаба Јужног Вијетнама (ЈГС) генерал Цао Ван Виен разговарали су о могућности напада на подручја камбоџанских база. Цао је пренео ове разговоре председнику Јужног Вијетнама Нгуиен Ван Тхиеу који је усмено наредио ЈГС-у да упути АРВН III корпусу да се повеже са МАЦВ-ом за операције у Камбоџи. Крајем априла Тхиеу је послао тајну директиву којом је ЈГС-у наређено да води операције у Камбоџи до дубине од 40—60 km (25—37 mi) од границе. ‍:36–40До априла 1970. офанзива ПАВН/Црвених Кмера у Камбоџи је ишла добро и они су заузели свих пет североисточних провинција Камбоџе, а Кисинџер је рекао Никсону да режим Лон Нола неће сам преживети 1970. годину.
Као одговор на догађаје у Камбоџи, Никсон је веровао да постоје различите могућности за одговор САД. Са нестанком Сиханука, створени су услови за снажне мере против области базе. Такође је био одлучан да се предузму неке акције за подршку „јединој влади у Камбоџи у последњих двадесет пет година која је имала храбрости да заузме прозападни став“. Како је лоше обучени ФАНК ишао из пораза за поразом, Никсон се уплашио да ће Камбоџа „отићи у воду” ако он не предузме акцију.
Никсон је затим тражио предлоге за акције од Заједничког начелника штаба и МАЦВ-а, који су му представили низ опција: поморски карантин камбоџанске обале; покретање јужновијетнамских и америчких ваздушних удара; ширење потера преко границе од стране АРВН снага; или копнену инвазију АРВН-а, америчких снага или обоје.
Никсон је отишао у Хонолулу да честита астронаутима Аполо 13 који су преживели квар на својој свемирској летелици и док је тамо срео главног команданта Пацифичке команде, адмирала Џона С. Мекејна млађег, који је био агресиван, огорчен војни човек коме се највише дивио. Мекејн је Никсону нацртао мапу Камбоџе на којој су биле приказане крваве канџе црвеног кинеског змаја који држи половину земље и саветовао је Никсона да је сада потребна акција. Импресиониран наступом адмирала Мекејна, Никсон га је вратио у своју кућу у Сан Клементеу, Калифорнија, да би то поновио за Кисинџера који није био импресиониран. Кисинџер је био узнемирен што је Тхо привремено прекинуо њихове тајне састанке у Паризу и делио је Никсонове склоности да нападне непријатеља. Кисинџер је Тхо, као и сви Вијетнамци, сматрао „дрским“.
Током телевизијског обраћања 20. априла, Никсон је најавио повлачење 150.200 америчких војника из Јужног Вијетнама током године у оквиру програма вијетнамизације . Ово планирано повлачење је подразумевало ограничења за било какву офанзивну акцију САД у Камбоџи. До почетка 1970. године, МАЦВ је и даље одржавао 330.648 војника америчке војске и 55.039 војника маринаца у Јужном Вијетнаму, од којих је већина била концентрисана у 81 пешадијском и тенковском батаљону.
Никсон је 22. априла одобрио планирање упада Јужног Вијетнама у Кљун папагаја (назван по његовом перципираном облику на мапи), верујући да би „давање Јужни Вијетнамцима сопствене операције представљало велики подстицај њиховом моралу, као и пружају практичну демонстрацију успеха вијетнамизације“. На састанку одржаном 22. априла, и Роџерс и министар одбране Мелвин Лерд предложили су да се сачека да се види да ли режим Лон Нола може да преживи сам. Кисинџер је заузео агресивну линију, фаворизујући да АРВН нападне Камбоџу уз америчку ваздушну подршку.
Потпредседник, Спиро Агнев, најјастребскији члан Никсоновог кабинета, насилно је рекао Никсону да избегава да се „муцка“ около и да нападне Камбоџу са америчким трупама. Роџерс је 23. априла сведочио пред Подкомитетом за апропријације Представничког дома да „администрација није имала намеру... да ескалира рат. Схватамо да ако ескалирамо и укључимо се у Камбоџу са нашим копненим трупама да ће цео наш програм [вијетнамизација] бити поражен ." 
Никсон је тада овластио Абрамса да започне планирање америчке операције у региону Фисххоок. Прелиминарни оперативни план је заправо био завршен у марту, али је толико држан у тајности да када је Абрамс предао задатак генерал-потпуковнику Мајклу С. Дејвисону, команданту II Фиелд Форце, Вијетнам, није био обавештен о претходном планирању и започео нову од нуле. ‍:59Седамдесет два сата касније, Дејвисонов план је достављен Белој кући . Кисинџер је 26. априла замолио једног од својих помоћника да га прегледа, а запослени у Савету за националну безбедност били су запрепашћени његовом „траљавошћу“.
Главни проблеми су били притисак времена и Никсонова жеља за тајношћу. Монсун у југоисточној Азији, чије би обилне кише ометале операције, био је удаљен само два месеца. По налогу Никсона, Стејт департмент није обавестио камбоџански деск у амбасади САД, Сајгон, амбасаду у Пном Пену или Лон Нола о планирању. Оперативно обезбеђење је било онолико чврсто колико је генерал Абрамс могао. Није требало да буде претходног логистичког нагомилавања САД у пограничним регионима што би могло да послужи као сигнал комунистима. Команданти америчких бригада били су обавештени само недељу дана пре офанзиве, док су команданти батаљона обавештени само два или три дана.‍:58–60

### Одлуке
Нису се сви чланови администрације сложили да је инвазија на Камбоџу била војно или политички сврсисходна. Лаирд и Рогерс су се противили било каквој таквој операцији јер су веровали да ће она изазвати интензивно унутрашње противљење у САД и да би могла да поремети текуће мировне преговоре у Паризу (обојица су се противила бомбардовању Мену из истих разлога). Обојицу је Хенри Кисинџер осудио због њиховог „бирократског вучења ногу“. Као резултат тога, Заједнички шефови су заобишли Лаирда у саветовању Беле куће о планирању и припремама за операцију у Камбоџи. ‍:202
Пошто су односи између Лаирда и Кисинџера били непријатељски расположени, овај други је сматрао да није у реду да министар одбране не зна да се спрема велика офанзива. Лерд је саветовао Кисинџеру да не обавести Роџерса, који је требало да сведочи пред Комитетом за спољне послове Сената, чији је председник, Ј. Виллиам Фулбригхт, био противник рата. Лерд је желео да Роџерс искрено каже да није знао за планове за инвазију на Камбоџу како би избегао да буде оптужен за кривоклетство.
Када је Лаирд сазнао да је Никсон одлучан „да уради нешто“, предложио је само инвазију на подручје „Папагајевог кљуна“ са АРВН снагама. Никсон је у својим мемоарима из 1978. године написао да је ова препорука „најмалодушнији мали гњававац којег сам икада видео“. Никсон је одлучио да оде на "велику игру" за "све кликере" пошто је очекивао "паклену галаму код куће" без обзира на то шта је урадио. Лон Нол није био унапред обавештен да се америчке и јужновијетнамске снаге спремају да уђу у његову нацију.
Увече 25. априла Никсон је вечерао са својом пријатељицом Бебе Ребозо и Кисинџером. Након тога, приказали су Патона, који је Никсон раније видео пет пута. Кисинџер је касније прокоментарисао да „Када је био притиснут уза зид, појавила се његова [Никонова] романтична линија и он ће себе видети као опседнутог војног команданта у традицији Патона“. Следеће вечери, Никсон је одлучио да ћемо „покварити“ и дао је своје овлашћење за упад.
Заједничка кампања САД/АРВН почела би 1. маја са наведеним циљевима смањења савезничких жртава у Јужном Вијетнаму, обезбеђивања континуираног повлачења америчких снага и јачања позиције владе САД/ Саигона на мировним преговорима у Паризу. Задатак да пружи правно оправдање додељен је Вилијаму Ренквисту, помоћнику државног тужиоца, који је написао правни извештај у коме каже да председник има право да распоређује трупе „у сукобу са страним силама на сопствену иницијативу”.
Никсон је имао тешке односе са Конгресом, тако да је Кисинџер натерао да обавести сенаторе Џона Стениса и Ричарда Расела млађег о плановима за инвазију на Камбоџу. И Стенис и Расел су били конзервативни јужни демократи који су били председавајући кључних комитета и очекивало се да обојица одобре њихову инвазију, као што су и учинили. На овај начин, Никсон би могао да каже да је обавестио бар неке лидере Конгреса о томе шта се планира. Конгрес као тело није био обавештен о планираној инвазији.
Дана 29. априла, у извештајима штампе је наведено да су трупе АРВН-а ушле у подручје „Папагајевог кљуна“, што је довело до захтева антиратних сенатора и конгресмена да председник треба да обећа да америчке трупе неће бити укључене, само да би Бела кућа рекла председнику би сутрадан одржао говор. Никсон је наредио Патрику Бјукенену, свом писцу говора, да почне да компонује говор како би оправдао инвазију.

### Никсонов говор
Да би кампања била што прикривенија, Абрамс је предложио да се почетак упада рутински најављује из Сајгона. Међутим, у 21:00 30. априла, Никсон се појавио на све три америчке телевизијске мреже како би саопштио да „вечерас није на испиту наша моћ, већ наша воља и карактер“ и да је „дошло време за акцију“. Никсонов говор почео је 90 минута након што су америчке трупе ушле у подручје „Удица”. Он је најавио своју одлуку да лансира америчке снаге у Камбоџу са посебним циљем да заузме ЦОСВН, „штаб целе комунистичке војне операције у Јужном Вијетнаму“. ‍:153
Никсонов говор на националној телевизији 30. априла 1970. Кисинџер је назвао „винтаге Никсоном”. Никсон је најавио да је у питању ништа мање од статуса Америке као светске силе, рекавши да је одбацио „све политичке обзире“, јер је тврдио да радије буде председник са једним мандатом него „да буде председник са два мандата по цену Америка је постала другоразредна сила“.
Никсон је рекао: „Ако се, када се чипови спусте, најмоћнија нација света, Сједињене Америчке Државе, понашају као јадни беспомоћни џин, онда ће снаге тоталитаризма и анархије угрозити слободне нације и слободне институције широм света“. Карнов је написао да је Никсон могао представити инвазију као релативно мању операцију осмишљену да убрза повлачење америчких снага из Јужног Вијетнама елиминацијом ПАВН/ВЦ база, али уместо тога представљајући инвазију неопходном за одржавање Америке као светске силе. звучи као далеко већа операција него што је заиста била.
Дана 1. маја 1970. Никсон је посетио Пентагон где је добио вест да је од претходног дана убијено 194 војника ПАВН/ВЦ, већином у ваздушним нападима. Када је видео мапу, Никсон је тамо приметио и друга ПАВН/ВЦ светилишта осим „Кљуна папагаја“ и „Удице. Када је Никсон упитао да ли су и они нападнути, речено му је да би Конгрес могао да приговори. Његов одговор је био: „Дозволите ми да будем судија што се тиче политичких реакција. Све их избаците тако да више никада не буду употребљени против нас." 
Лон Нол је сазнао за инвазију када му је то рекао амерички дипломата, који је за њу сазнао из радио емисије Гласа Америке. Кисинџер је послао свог заменика Александра Хејга у Пнон Пен да се састане са Лон Нолом. Обучен у борбене униформе, Хејг је одбио да подели било какве информације са особљем америчке амбасаде, већ се састао сам са Лон Нолом. Лон Нол се пожалио да инвазија није помогла јер је само гурнула снаге ПАВН/ВЦ дубље у Камбоџу и сломио се у сузама када му је Хејг рекао да ће се Американци повући из Камбоџе у јуну.

## Операције

### Бекство привремене револуционарне владе
Планирајући за сваки случај, Северни Вијетнамци су почели да планирају руте за хитну евакуацију у случају координисаног напада Камбоџанаца са запада и Јужног Вијетнамаца са истока. Након камбоџанског пуча, ЦОСВН је евакуисан 19. марта 1970. Док су се базе Привремене револуционарне владе Републике Јужног Вијетнама (ПРГ) и базе ПАВН/ВЦ спремале да се такође преселе на север и безбедно су биле изложене ваздушном бомбардовању Б-52 бомбардера 27. марта. Као што је наведено у плановима за евакуацију, генерал Хоанг Ван Тхаи је планирао да има три дивизије које ће покривати бекство. ‍:1809. дивизија би блокирала свако кретање из АРВН-а, 5. дивизија ВЦ би проверавала све снаге ФАНК-а, а 7. дивизија би обезбедила цивилне и војне припаднике база ПАВН/ВЦ. ‍:180
Прелазећи преко границе у Камбоџи 30. марта, елементи ПРГ и ВЦ били су опкољени у својим бункерима од стране снага АРВН-а у које су улетели хеликоптери. ‍:178Опкољени, чекали су да падне ноћ, а затим су уз обезбеђење 7. дивизије избили из окружења и побегли на север да би се ујединили са ЦОСВН-ом у покрајини Кратие у ономе што ће постати познато као „Бекство привремене револуционарне владе“. Труонг Нху Танг, тадашњи министар правде у ПРГ-у, приповеда да је марш ка северним базама био низ присилних маршева, прекинутих бомбардовањем Б-52.‍:180
Годинама касније Труонг ће се присећати колико су „[Јужни Вијетнамци] били близу да униште или заузму језгро јужног отпора – елитних јединица наших бораца на фронту, заједно са цивилним и великим делом војног руководства“. ‍:180После много дана тешких маршева, ПРГ је стигао до северних база и релативне безбедности у региону Кратие. Жртве су биле мале, а у маршу се чак родила и беба Дуонг Куынх Хоа, заменику министра здравља у ПРГ. Колони је било потребно много дана да се опорави, а самом Труонгу су биле потребне недеље да се опорави од дугог марша.

### Анђеоско крило – Операција Тоан Тханг 41
Јединице АРВН III корпуса су 14. априла покренуле тродневну операцију у области „Анђеоско крило“ у провинцији Свај Риенг под називом Операција Тоан Тханг (Потпуна победа) 41. Направљене од стране две оклопно-пешадијске јединице АРВН, јединице су почеле напредовање у 08:00 часова 14. априла. Једна оперативна група наишла је на јак отпор и убила 182 ПАВН и заробила 30 за губитак седам убијених. Следећег дана, оперативне групе су се сукобиле са ПАВН/ВЦ и откриле залихе хране и материјала и затражиле 175 убијених ПАВН-а и једног заробљеног уз губитке од једног убијеног. 16. априла, оперативне групе су почеле са повлачењем, враћајући се у Јужни Вијетнам до 12:10 17. априла. Укупни губици ПАВН-а, према АРВН-у, износили су 415 убијених или заробљених и преко 100 комада оружја заробљено. Губици АРВН-а су осам погинулих и један А-1Х Скираидер ваздухопловних снага Републике Вијетнам (РВНАФ) је оборен. ‍:44–47Документи заробљени током операције и испитивања заробљеника открили су да је то подручје било база 271. пука ПАВН, 9. дивизије и других јединица за подршку.‍:48

### Враново гнездо – Операција Цу Лонг/СД9/06
Дана 20. априла, елементи 9. пешадијске дивизије АРВН напали су 6 km (3,7 mi) у Камбоџу западно од "Врановог гнезда" у операцији Цуу Лонг/СД9/06. АРВН је тврдио да је убијено 187 ПАВН/ВЦ и заробљено преко 1.000 комада оружја по цени од 24 убијена. Извршено је 30 летова ЦХ-47 да би се уклонило заробљено оружје и муниција пре него што је одлучено да се остатак уништи на лицу места. Снаге АРВН вратиле су се у Јужни Вијетнам 23. априла.
Дана 28. априла, регионалне снаге провинције Киен Туонг уз подршку 9. дивизије напале су 3 km (1,9 mi) поново у "Враново гнездо" у дводневној операцији, у којој су наводно убијена 43 ПАВН/ВЦ и заробљена два због губитка двојице убијених. Током истог периода, регионалне снаге су такође извршиле рацију северозападно од округа Кампонг Роу убивши 43 ПАВН/ВЦ и заробивши 88 уз губитак 2 убијена.
Дана 27. априла, батаљон ренџера АРВН напредовао је у провинцију Кандал да уништи базу ПАВН/ВЦ. Четири дана касније друге јужновијетнамске трупе одвезле су се 16 километара на територију Камбоџе. Дана 20. априла, 2.000 војника АРВН напредовало је у Кљун папагаја, убивши 144 војника ПАВН-а. 22. априла, Никсон је одобрио америчку ваздушну подршку за операције у Јужном Вијетнаму. Сви ови упади на територију Камбоџе били су једноставно извиђачке мисије у припреми за напоре већег обима које планирају МАЦВ и његове колеге из АРВН-а, уз одобрење Никсона.

### Папагајев кљун – Операција Тоан Тханг 42
Снаге АРВН-а су 30. априла покренуле операцију Тоан Тханг 42 (Тотална победа), такође названу Операција Дробилица стена. Дванаест батаљона АРВН од око 8.700 војника (два оклопна коњичка ескадрона из III корпуса и два из 25. и 5. пешадијске дивизије, пешадијски пук из 25. пешадијске дивизије и три батаљона ренџера и припојена АРВН ренџерска група из редова оклопне кавалске групе) прешао је у регион Папагајиног кљуна у провинцији Сваи Риенг.
Офанзивом је командовао генерал-потпуковник Ђо Цао Три, командант III корпуса, који је имао репутацију једног од најагресивнијих и најкомпетентнијих генерала АРВН-а. Тријева операција је требало да почне 29., али Три је одбио да помери, тврдећи да му је његов астролог рекао да „небеса нису била наклоњена“. Током своја прва два дана у Камбоџи, јединице АРВН-а имале су неколико оштрих сусрета са снагама ПАВН-а изгубивши 16 убијених, док су убиле 84 ПАВН-а и заробиле 65 комада оружја. ПАВН, упозорен претходним упадима АРВН-а, међутим, спроводио је само акције одлагања како би омогућио највећем делу својих снага да побегне на запад. ‍:56
Друга фаза операције почела је доласком елемената ИВ корпуса, који су чинили 9. пешадијска дивизија, пет оклопних коњичких ескадрона и једна група ренџера. Четири тенковско-пешадијске оперативне групе напале су у Папагајев кљун са југа. Након три дана операција, АРВН је тврдио да је 1.010 војника ПАВН-а убијено и 204 заробљеника заробљена због губитка 66 мртвих АРВН-а. 3. маја јединице III корпуса и IV корпуса су се повезале и претражиле подручје у потрази за залихама.
Фаза III почела је 7. маја са једном радном групом АРВН која је ангажовала ПАВН 10 km (6,2 mi) северно од Прасота убивши 182 и заробивши 8, док је друга радна група пронашла болницу са 200 кревета. Две оперативне групе су се 9. маја повезале југозападно од Кампонг Трача, прешле реку Компонг Спеан и претраживале подручје у потрази за залихама до 11. маја.
Дана 11. маја Тхиеу и Кы су посетили јединице АРВН на терену и Тхиеу је наредио III корпусу да очисти пут 1 и буде спреман да ослободи Кампонг Трач како би олакшао евакуацију вијетнамских цивила из Пном Пена. Тринаестог маја Три је покренуо фазу IV, померајући све три оперативне групе III корпуса на запад дуж пута 1 од Сваи Риенга да се састану са снагама ИВ корпуса у Кампонг Трабаеку. Да би замениле јединице које одлазе, јединице регионалних снага провинције Тај Нин су премештене у то подручје. Дана 14. маја, оперативне групе су убиле 74 ПАВН/ВЦ и заробиле 76. Оперативна група је 21. маја убила 9 ПАВН и заробила 26 из 27. пука ПАВН, 9. дивизије. До 22. маја пут 1 се сматрао обезбеђеним.
Дана 23. маја III корпус је започео фазу В како би ослободио Кампонг Цхам, штаб ФАНК-ове војне регије И, који је био под опсадом 9. дивизије ПАВН, која је заузела 180-acre (0,73 km2)   плантажа гуме Чуп североисточно од града и одатле је почео да бомбардује град. Две радне групе су се кретале путевима 7 од Крека и 15 од Преи Венга да би се приближиле плантажи Цхуп. Седми ваздушно-десантни батаљон АРВН ангажовао се са снагама ПАВН изван Крека убивши 26 и заробивши 16. 25. маја оклопне јединице и јединице ренџера сукобиле су се са ПАВН јужно од пута 7. Дана 28. маја, једна оперативна група је ангажовала јединицу ПАВН-а убивши 73, док је друга оперативна група лоцирала разне залихе. Како су се оперативне групе окупиле на плантажи Чуп, отпочеле су тешке борбе које су настављене до 1. јуна. ‍:65–68
У међувремену, 25. маја јединице РФ у провинцији Тај Нин и снаге ЦИДГ ангажовале су снаге ПАВН/ВЦ у области Анђеоског крила убивши 38 и заробиле 21. 29. маја је послата оперативна група да помогне у области Анђеоског крила. ПАВН/ВЦ противваздушна ватра је била посебно јака, па је оборен један РВНАФ А-1Х, један УСАФ Ф-100 Супер Сабер и један топовски брод америчке војске АХ-1 Цобра.
Дана 3. јуна АРВН је почео да ротира јединице ради одмора и ремонта, повлачећи се из околине Кампонг Чама у Крек. ПАВН се брзо вратио у то подручје и обновио опсаду града. Дана 19. јуна Тхиеу је наредио III корпусу да поново ослободи Кампонг Чам, а 21. јуна три оперативне групе су кренуле ка Чупу путем 7 од Крека. До 27. јуна ПАВН је напустио подручје Чупа. Снаге ПАВН-а ангажовале су 29. јуна Оперативну групу 318 на путу 15, а АРВН је убио 165 ПАВН-а због губитака од 34 погинулих и 24 несталих.
Резултати операције су били 3.588 убијених или заробљених ПАВН/ВЦ и заробљено 1.891 појединачна и 478 комада оружја које је служило посади.

### Удица – Операције Тоан Тханг 43-6/Рок Крашер
Првог маја је почела још већа операција, паралелно са Тоан Тханг 42, познатом од стране АРВН као Операција Тоан Тханг 43 и од стране МАЦВ-а као Операција Роцк Црусхер, јер је 36 Б-52 бацило 774 тоне бомби дуж јужне ивице реке. Удица. Уследио је сат масовне артиљеријске ватре и још један сат удара тактичких ловаца-бомбардера. У 10:00, 1. коњичка дивизија, 11. оклопни коњички пук (11. АЦР), 1. оклопни коњички пук АРВН и 3. ваздушно-десантна бригада АРВН су затим ушли у провинцију Кампонг Чам. Позната као Таск Форце Схоемакер (по генералу Роберту М. Схоемакеру, помоћнику команданта дивизије 1. коњичке дивизије), снаге су напале упориште ПАВН/ВЦ са 10.000 америчких и 5.000 јужновијетнамских војника. Операција је користила механизовану пешадију и оклопне јединице да би се пробијале дубоко у провинцију где би се затим повезале са ваздушно-десантним и америчким аеромобилним јединицама АРВН које су допремљене хеликоптером. ‍:70–73
Очекивало се да ће противљење упаду бити тешко, али снаге ПАВН/ВЦ су почеле да се крећу на запад два дана пре почетка напредовања. До 3. маја, МАЦВ је пријавио само осам убијених Американаца и 32 рањена, што је мало жртава за тако велику операцију. Постојао је само раштркани и спорадични контакт са снагама које су одлагале, као што је био онај који су имали елементи 11. АЦР-а три километра унутар Камбоџе. Трупе ПАВН-а отвориле су ватру из малокалибарског оружја и ракета само да би биле разнесене тенковском ватром и тактичким ваздушним нападима. Када се дим разишао, на бојном пољу је избројано 50 мртвих војника ПАВН-а, док су само два америчка војника погинула током акције.
Северни Вијетнамци су били довољно обавештени о предстојећем нападу. Директива од 17. марта из штаба фронта Б-3, заробљена током упада, наређује снагама ПАВН/ВЦ да се „одвоје и избегавају узвратне паљбе... Наша сврха је да сачувамо снаге колико год можемо“. Чинило се да је једина изненађена страна међу учесницима упада био Лон Нол, кога ни Вашингтон ни Сајгон нису обавестили о предстојећој инвазији на његову земљу. То је открио тек након телефонског разговора са америчким амбасадором, који је за то и сам сазнао из радио преноса.
Једина конвенционална битка коју су водиле америчке трупе одиграла се 1. маја код Снуола, крајњег места Сиханук стазе на раскрсници путева 7, 13 и 131 . Елементи 11. АЦР-а и помоћни хеликоптери нашли су се под ватром ПАВН-а док су се приближавали граду и његовом аеродрому. Када је масовни амерички напад наишао на јак отпор, Американци су се повукли, позвали ваздушну подршку и два дана минирали град, претворивши га у рушевине. Током акције, бригадни генерал Донн А. Старри, командант 11. АЦР, рањен је од фрагмената гранате и евакуисан.
Следећег дана, чета Ц, 1. батаљон (аеромобил), 5. коњички пук, ушла је у оно што је постало познато као "Град", југозападно од Сноула. Комплекс ПАВН-а од две квадратне миље садржао је преко 400 сламнатих колиба, складишта и бункера, од којих је сваки био препун хране, оружја и муниције. Постојали су објекти за поправку камиона, болнице, складиште дрва, 18 трпезарија, фарма свиња, па чак и базен.
Једина ствар која није пронађена је ЦОСВН. Првог маја пуштена је трака са Никсоновом најавом упада за Абрамса, који је према Луису Сорлију „морао да се згрозио“ када је чуо да је председник изјавио да је заузимање штаба један од главних циљева операције.
Обавештајни подаци МАЦВ-а знали су да ће мобилни и широко распрострањени штаб бити тешко лоцирати. Као одговор на упит Беле куће пре чињенице, МАЦВ је одговорио да су „главни ЦОСВН елементи распршени на приближно 110 квадратних километара џунгле“ и да „изводљивост снимања главних елемената изгледа далека“.
После прве недеље операција, у операцију су ангажоване додатне јединице батаљона и бригаде, тако да је између 6. и 24. маја укупно 90.000 савезничких војника (укључујући 33 америчка маневарска батаљона) изводило операције унутар Камбоџе. ‍:158Због све већих политичких и домаћих турбуленција у САД, Никсон је 7. маја издао директиву којом се ограничава удаљеност и трајање америчких операција на дубину од 30 km (19 mi) и одређивање рока до 30. јуна за повлачење свих америчких снага у Јужни Вијетнам. Коначни резултати операције били су 3.190 убијених или заробљених ПАВН/ВЦ и заробљено 4.693 појединачна и 731 комада оружја које је служило посади. ‍:82

### Операције Тоан Тханг 44, 45 и 46
Дана 6. маја, 1. и 2. бригада САД, 25. пешадијска дивизија, покренуле су операцију Тоан Тханг 44 против база 353, 354 и 707 које се налазе северно и североисточно од провинције Тај Нин. Поново је спроведен лов на јединице ЦОСВН-а, овога пута око камбоџанског града Мемота и, поново, потрага је била узалудна. Дана 7. маја, 2. батаљон, 14. пешадијски пук је ангажовао ПАВН снаге убивши 167 и заробио 28 комада оружја. 11. маја јединице бригаде пронашле су велику залиху хране и материјала. Операција је завршена 14. маја. Резултати операције су били 302 убијена или заробљена ПАВН/ВЦ и заробљено 297 појединачних и 34 комада оружја које је служило посади. Други извор наводи да је дивизија убила 1.017 војника ПАВН/ВЦ док је изгубила 119 својих убијених људи.
Истовремено са лансирањем Тоан Тханг 44, два батаљона америчке 3. бригаде, 9. пешадијске дивизије, прешла су границу 48 километара југозападно од Удице у подручје познато као „Псеће лице“ од 7. до 12. маја. Једини значајнији контакт са снагама ПАВН-а догодио се у близини дистрикта Чантреа, где је 51 ПАВН убијен, а још 21 заробљен. Током операције бригада је изгубила осам погинулих и 22 рањена.
Дана 6. маја, 2. бригада, 1. коњичка дивизија, покренула је операцију Тоан Тханг 45 против базе 351 северозападно од округа Бу Ђоп. Коњица је 7. маја лоцирала огромну залиху залиха, названу „Исток Роцк Исланда“ по Арсеналу Роцк Исланд Арсенала америчке војске у Илиноису, област је садржавала више од 6,5 милион метака противавионске муниције, 500.000 пушака, хиљаде ракета, неколико камиона Џенерал моторса и велике количине комуникационе опреме.
Изграђен је пионирски пут да би се помогла евакуација заробљеног наоружања. Дана 12. маја, 5. батаљон, 12. пешадијски пук, нападнут је преко ноћи од стране снага ПАВН-а, изгубивши једног убијеног, док је тврдио да је убијено 50 ПАВН-а. Коњица је наставила да тражи залихе све до повратка у Јужни Вијетнам 29. јуна. Резултати операције су били 1.527 убијених или заробљених ПАВН/ВЦ и заробљено 3.073 појединачна и 449 комада оружја које је служило посади.
Такође 6. маја, 9. пук АРВН, 5. пешадијска дивизија, покренуо је операцију Тоан Тханг 46 против базе 350. Дана 25. маја, након ангажовања снага ПАВН/ВЦ, 9. пук је открио болницу са 500 кревета. Пук је наставио да тражи залихе пре него што је 20. јуна започео повлачење према путу 13, враћајући се у Јужни Вијетнам 30. јуна. Резултати операције су били 79 убијених или заробљених ПАВН/ВЦ и заробљено 325 појединачних и 41 оружје које је служило посади.

### Операције Бин Тај I–III
У зони II корпуса, Операцију Бин Тај I (Операција Таме тхе Вест) покренуле су 1. и 2. бригаде америчке 4. пешадијске дивизије и 40. пешадијски пук АРВН, 22. пешадијска дивизија против базе 702 (традиционални штаб ПАВН Б3 Фронт) у североисточној Камбоџи од 5. до 25. маја. Након ваздушних удара, почетне америчке снаге, 3. батаљон 506. пешадијске (позајмљене из 101. ваздушно-десантне дивизије), које су извршиле напад хеликоптером, одбачене су интензивном противваздушном ватром. Дана 6. маја, након припремних ваздушних удара, напад је настављен. Хеликоптери који су носили 3. батаљон 8. пешадијске поново су дочекани интензивном противваздушном ватром и пребачени су у алтернативну зону слетања, међутим само 60 људи је приземљено пре него што је интензивна ватра ПАВН (која је оборила један хеликоптер и оштетила два) затворила хеликоптер. зону слетања, остављајући их насукане и опкољене преко ноћи. ‍:93–94
Дана 7. маја, 2. бригада дивизије убацила је своја три батаљона без отпора. Дана 10. маја, чета Браво, 3/506. пешад., упала је у заседу много већих снага ПАВН-а у долини Се Сан. Осам америчких војника је убијено, а 28 рањено, међу убијенима је био и специјалиста Лесли Сабо, млађи (постхумно унапређен у наредника), који је препоручен за Медаљу части, али је документација нестала до 1999. Сабо је 16. маја 2012. одликовао Орденом части од стране председника Барака Обаме.
После десет дана, америчке трупе су се вратиле у Јужни Вијетнам, остављајући то подручје АРВН-у. Историчар Шелби Стентон је приметила да је „постојао приметан недостатак агресивности“ у борбеном нападу и да се чинило да дивизија „пати од скоро потпуне борбене парализе“. Операција је завршена 25. маја, губици УС/АРВН су 43 погинула, док су губици ПАВН/ВЦ били 212 погинулих и седам заробљених и заробљено 859 појединачних и 20 комада оружја које је служило посади.
Током операције Бин Тај II, 22. дивизија АРВН-а се од 14. до 27. маја кретала против јединица фронта у бази 701 и Б3, као што су 24., 28. или 66. пук и 40. артиљеријски пук. Није дошло до значајније борбе, али је АРВН убио 73 ПАВН/ВЦ и заробио шест и лоцирао залихе у којима се налазило 346 појединачних и 23 комада оружја, муниције и санитетског материјала. Операција је завршена 27. маја.
Операцију Бин Тај III извеле су снаге АРВН између 20. маја и 27. јуна када су елементи 23. дивизије АРВН извели операције против базе 740. ‍:97–100Током прве фазе од 20. маја до 3. јуна, АРВН је убио 96 ПАВН/ВЦ и заробио једног док је изгубио 29 убијених. ‍:97–99Друга фаза је одржана од 4. до 12. јуна са ограниченим резултатима. Током Фазе 3 од 19. до 27. јуна, што је резултирало, АРВН је убио 149 ПАВН/ВЦ и заробио 3 и 581 појединачна и 85 комада оружја које је служило посади за губитак од 38 убијених.

### Операције Цуу Лонг I–III
Дана 9. маја АРВН ИВ корпус је покренуо операцију Цуу Лонг, у којој су копнене снаге АРВН-а, укључујући механизоване и оклопне јединице, кренуле на запад и северозапад уз источну страну реке Меконг од 9. маја до 1. јула. Комбиноване снаге од 110 морнарице Републике Вијетнам и 30 америчких бродова кренуле су уз Меконг до Преј Венга, дозвољавајући копненим снагама ИВ корпуса да се помере на запад ка Пном Пену како би помогли етничким Вијетнамцима који траже бекство у Јужни Вијетнам. Током ових операција јужновијетнамске и америчке поморске снаге евакуисале су око 35.000 Вијетнамаца из Камбоџе. Они који нису хтели да буду враћени су потом насилно протерани.
Изненађујуће, снаге Северног Вијетнама нису се противиле евакуацији, иако су то лако могле да учине. Већ је било прекасно за хиљаде етничких Вијетнамаца убијених камбоџанским прогоном, али у земљи је још било десетина хиљада Вијетнамаца који су могли бити евакуисани на сигурно. Тхиеу се договорио са Лон Нолом да врати онолико колико су били спремни да оду. Нови однос, међутим, није спречио владу Камбоџе да Вијетнамцима одузме њихове домове и другу личну имовину пре него што оду. ‍:83–85
Наредне операције које је извео ИВ корпус укључивале су операцију Цуу Лонг II (16–24. мај), којом су настављена дејства дуж западне стране Меконга. Лон Нол је затражио да АРВН помогне у поновном заузимању Кампонг Спеуа, града дуж пута 4 југозападно од Пном Пена и 90 mi (140 km) унутар Камбоџе. Оклопна јединица АРВН-а од 4.000 људи повезала се са трупама ФАНК-а и затим поново заузела град. Операција Цу Лонг III (24 – 30. јун) је била еволуција претходних операција након што су америчке снаге напустиле Камбоџу.
Операцију Цуу Лонг II покренуо је ИВ корпус 16. маја како би помогао ФАНК-у у обнављању безбедности око Такеа. Ангажоване снаге АРВН-а укључивале су 9. и 21. пешадијску дивизију, 4. оклопну бригаду, 4. групу ренџера и регионалне снаге покрајине Ан Жјанг . Недељна операција је резултирала са 613 убијених ПАВН/ВЦ и 52 заробљена и заробљена 792 појединачна и 84 комада оружја које је служило посади. Губици АРВН-а су 36 погинулих. ‍:88–89Операције су настављене под називом Операција Цуу Лонг III почевши од 25. маја у истој области са истим снагама осим 21. дивизије која се вратила у Јужни Вијетнам. Док је ПАВН/ВЦ генерално избегавао контакт, АРВН је лоцирао 3.500 комада оружја у складишту.

### Евакуација Ратанакирија – Операција Бин Тај IV
Крајем јуна ФАНК је затражио помоћ од САД и Јужног Вијетнама у евакуацији два изолована гарнизона у Ба Кеву и Лабанг Сиеку у провинцији Ратанакири . 21. јуна 22. дивизија АРВН добила је задатак да омогући евакуацију база. 23. јуна дивизија се преселила у логор Ђуц Цо и била је организована у четири оперативне групе које би потом напредовале на запад дуж пута 19 до Ба Кева, заштићене од стране америчких ваздушних коњичких јединица.
Јединице ФАНК у Лабанг Сиеку би се тада помериле 35 km (22 mi) источно дуж руте 19 до Ба Кева, а затим би био пребачен авионом или камионом до Ђуц Цо преко границе са Јужним Вијетнамом. Операција је почела 25. јуна и успешно је завршена до 27. јуна са евакуисаним 7.571 припадника ФАНК, њихових чланова породице и избеглица. Губици АРВН-а су 2 погинула, док су губици ПАВН-а били 6 погинулих и 2 комада оружја заробљена.

### Ваздушна подршка и логистика
Ваздушне операције за упад почеле су споро. Извиђачки летови изнад оперативног подручја били су ограничени јер је МАЦВ веровао да би могли да служе као сигнал намере. Улога Ваздухопловства Сједињених Држава (УСАФ) у планирању самог упада је у најбољем случају била минимална, делимично да би се очувала тајност Менуа, што се тада сматрало увертиром у напад преко границе.
Абрамс је 17. априла затражио да Никсон одобри операцију Патио, тајне тактичке ваздушне нападе у знак подршке извиђачким елементима МАЦВ-СОГ у Камбоџи. Ово овлашћење је дато, дозвољавајући америчким авионима да продру 13 mi (21 km) у североисточну Камбоџу. Ова граница је проширена на 29 mi (47 km) дуж целе границе 25. априла. Патио је прекинут 18. маја након 156 летова. Последња мисија Мену је обављена 26. маја.
Током самог упада, копнене јединице САД и АРВН биле су подржане са 9.878 ваздушних налета (6.012 УСАФ/2.966 РВНАФ), у просеку 210 дневно. ‍:141Током операција у Фисххоок-у, на пример, УСАФ је извршио 3.047 летова, а РВНАФ 332. Ови тактички ваздушни напади су допуњени са 653 мисије Б-52 у пограничним регионима (71 за подршку операцијама Бин Тај, 559 за операције Тоан Тханг и 23 за Цу Лонг).
Дана 30. маја је била инаугурација Операције Фреедом Деал (названа од 6. јуна), континуиране америчке кампање забране из ваздуха која се спроводи у Камбоџи. Ове мисије су биле ограничене на дубину од 48 километара између јужновијетнамске границе и реке Меконг. У року од два месеца, међутим, граница оперативне области је проширена преко Меконга и амерички тактички авиони су убрзо директно подржавали камбоџанске снаге на терену. САД су ове мисије званично одбиле, а лажне координате су дате у званичним извештајима како би се сакрило њихово постојање. Подаци Министарства одбране показују да је од више од 8.000 борбених летова обављених у Камбоџи између јула 1970. и фебруара 1971. године, отприлике 40 процената летело ван дозвољених граница.
Права борба за снаге САД и АРВН у Камбоџи био је напор да се њихове јединице опскрбе. Још једном, потреба за обезбеђењем пре операција и брзина којом су јединице пребачене у пограничне регионе онемогућиле су детаљно планирање и припрему. Абрамс је имао среће, да су се ПАВН/ВЦ борили за уточишта уместо да беже, јединице САД и АРВН би брзо потрошиле своје расположиве залихе. Ова ситуација је погоршана лошом мрежом путева у пограничним регионима, а могућност заседе за ноћне друмске конвоје захтевала је да се испоруке врше само током дана.
Темпо логистичких трупа могао би да отупљује ум. Трећи батаљон САД, на пример, натоварио је до 150 камиона с равним платформама дневно муницијом. Логистичари су издавали више од 2.300 кратких тона (скоро пет милиона фунти) залиха сваког дана како би подржали упад. Снабдевање из ваздуха је, стога, постало главни метод логистичког допуњавања истурених јединица. Војни инжењери и авијатичари су држани у сталном покрету у целој зони упада.
Због брзог темпа операција, распоређивања и прераспоређивања, координација артиљеријских јединица и њихових паљби постала је забрињавајућа дилема током операција. Ово је постало још проблематичнијим због конфузије изазване недостатком адекватних комуникационих система између јединица које су брзо напредовале. Заједничка природа операције додала је још један ниво сложености ионако пренапрегнутој комуникационој мрежи. Без обзира на то, захваљујући способности америчких логистичара да иновирају и импровизују, залихе хране, воде, муниције и резервних делова стизале су на своја одредишта без икаквих недостатака који су ометали борбена дејства, а систем комуникација, иако компликован, функционисао је довољно добро током кратког времена. америчких операција.

## Последице
Одговор Северног Вијетнама на упад био је избегавање контакта са савезничким снагама и, ако је могуће, повлачење према западу и прегруписавање. Снаге ПАВН/ВЦ су биле добро свесне планираног напада и многе војне јединице ЦОСВН/Б-3 Фронта су већ биле далеко на северу и западу и водиле операције против Камбоџанаца када је офанзива почела. Током 1969. логистичке јединице ПАВН-а су већ започеле највеће ширење стазе Хо Ши Мина које је спроведено током читавог сукоба.
Као одговор на губитак камбоџанске руте снабдевања, снаге ПАВН-а су током године заузеле лаошке градове Атопеу и Сараване, потискујући оно што је до тада било 60 mi (97 km) коридор ширине 90 mi (140 km) и отварање целом дужином система реке Конг у Камбоџу. Нова логистичка команда, 470. транспортна група, створена је за управљање логистиком у Камбоџи, а нова „пута ослобођења“ пролазила је кроз Сием Панг и стигла до Меконга код Стунг Тренга.
Већина снага ПАВН/ВЦ повукла се дубље у Камбоџу пре инвазије са остављеном позадинском гардом како би се борила за повлачење како би избегла оптужбе за кукавичлук. Губици ПАВН/ВЦ у људству били су минимални, али је много опреме и наоружања напуштено. Савезничке снаге су заузеле огромну количину оружја и опреме, а активности ПАВН/ВЦ до краја 1970. године у области Сајгона су значајно смањене. Међутим, до 1971. сво наоружање и опрема су замењени, док се ПАВН/ВЦ вратио у своје граничне базе у лето 1970. након повлачења Американаца у јуну 1970.
Абрамс је био фрустриран инвазијом, рекавши: "Морамо да идемо на запад одакле смо, морамо да идемо на север и исток одакле смо. И то треба да урадимо сада. Креће се и-јеботе, дођавола". Када је један официр упитао „Време је за експлоатацију?“, Абрамс је одговорио: „Боже! То је тако јасно. Не дај им да покупе делове. Не дај им да покупе делове. Баш као Немци. Дајеш им 36 сати и, дођавола, мораш поново да започнеш рат“.
Као што је Лаирд предвидео, последице упада су брзо стигле на кампусе америчких универзитета, пошто су избили протести против онога што се доживљавало као ширење сукоба у још једну земљу. Немири су 4. маја ескалирали у насиље када су припадници националне гарде Охаја пуцали и убили четири ненаоружана студента (од којих двојица нису били демонстранти) током пуцњаве у држави Кент. Два дана касније, на Универзитету у Бафалу, полиција је ранила још четири демонстранта. Дана 15. маја градска и државна полиција убила је двоје и ранила дванаесторицу на Џексон Стејт колеџу у Џексону, Мисисипи.
Раније, 8. маја, 100.000 демонстраната окупило се у Вашингтону и још 150.000 у Сан Франциску само десет дана унапред. Широм земље, 30 зграда РОТЦ-а је запаљено или бомбардовано, док је 26 школа било сведок насилних сукоба између ученика и полиције. Јединице Националне гарде мобилисане су у 21 кампусу у 16 држава. Студентски штрајк се проширио широм земље, укључујући више од четири милиона студената и 450 универзитета, колеџа и средњих школа у углавном мирним протестима и напуштањима.
Истовремено, истраживања јавног мњења током друге недеље маја показала су да 50 одсто америчке јавности одобрава Никсонове поступке. Педесет осам посто је окривило студенте за оно што се догодило у држави Кент. И на једној и на другој страни емоције су преплавиле. У једном случају, у Њујорку 8. маја, грађевински радници који су били про-административни побунили су се и напали студенте који су демонстрирали. Такво насиље је, међутим, било одступање. Већина демонстрација, и про- и антиратних, била је мирна. Дана 20. маја 100.000 грађевинских радника, трговаца и канцеларијских радника је мирно марширало кроз Њујорк у знак подршке Никсоновој политици.
Реакција у америчком Конгресу на упад је такође била брза. Сенатори Френк Ф. Черч (Демократска партија, Ајдахо) и Џон С. Купер (Републиканска партија, Кентаки), предложили су амандман на Закон о страној војној продаји из 1971. који би укинуо финансирање не само за америчке копнене операције и саветнике у Камбоџи, али би такође окончао америчку ваздушну подршку камбоџанским снагама. Сенат САД је 30. јуна усвојио акт са укљученим амандманом. Предлог закона је поражен у Представничком дому након што су америчке снаге повучене из Камбоџе према распореду. Новоизмењеним актом је, међутим, укинута Резолуција о југоисточној Азији (познатија као Резолуција Тонкинског залива) према којој су председници Џонсон и Никсон водили војне операције седам година без објаве рата.
Купер-Черч амандман је васкрсао током зиме и укључен је у Додатни закон о страној помоћи из 1970. Овог пута мера је прошла кроз оба дома Конгреса и постала закон 22. децембра. Као резултат тога, свим америчким копненим трупама и саветницима је забрањено да учествују у војним акцијама у Лаосу или Камбоџи, док је ваздушни рат који су у обе земље водили УСАФ игнорисан.
У јуну 1970. Тхиеу се састао са Лон Нолом, принцом Сириком Матаком и Цхенг Хенгом у Неак Лоеунгу где је АРВН успоставио оперативну базу. ‍:158Дана 27. јуна 1970. Тхиеу је одржао телевизијски говор у којем је изложио политику Јужног Вијетнама у Камбоџи: (1) Јужновијетнамске снаге ће наставити да делују на територији Камбоџе након повлачења америчких снага како би спречиле повратак ПАВН/ВЦ у своје базе; (2) Снаге Јужног Вијетнама наставиле би да евакуишу Вијетнамце који су желели да буду враћени; (3) Влада Јужног Вијетнама подржала би владу Камбоџе у суочавању са агресијом ПАВН/ВЦ; (4) будуће активности у Камбоџи би се одвијале без подршке САД; (5) највећи део јужновијетнамских снага би био повучен из Камбоџе; и (6) циљ јужновијетнамских акција био је побољшање безбедности Јужног Вијетнама и обезбеђивање успеха вијетнамизације. ‍:125Војска Јужног Вијетнама успоставила је канцеларију за везу у Пном Пену и уведени су месечни састанци ЈГС-а, команде ФАНК-а и МАЦВ-а.
Настављене су операције Јужног Вијетнама у пограничним областима Камбоџе. Операција Тоан Тханг 42, фаза VI, спроведена је дуж путева 1 и 7 са ограниченим успехом због почетка кишне сезоне. Операција Цуу Лонг 44-02 спроведена је од 13. до 25. јануара 1971. како би се поново отворио пут 4 који је затворила 1. дивизија ПАВН која је заузела пролаз Пич Нил.
Средином 1971. камбоџанска влада је затражила укидање зоне операција Јужног Вијетнама у Камбоџи, а Јужни Вијетнамци су пристали да смање зону на дубину од 10–15 km, што је одражавало неспособност Јужног Вијетнамаца да изврши дубље упаде без подршке САД. ‍:126Јужни Вијетнам је извео своју последњу велику операцију у Камбоџи од 27. марта до 2. априла 1974. која је кулминирала битком код Свај Риенга. Након те акције, озбиљна ограничења у погледу трошкова АРВН муниције, употребе горива и сати лета нису дозволила нове иницијативе.

## Закључак
Никсон је упад прогласио „најуспешнијом војном операцијом читавог рата“. ‍:153Абрамс је био сличног мишљења, верујући да је купљено време за пацификацију јужновијетнамских села и да су снаге САД и АРВН биле безбедне од било каквог напада из Камбоџе током 1971. и 1972. године. Добијен је „ пристојан интервал “ за коначно америчко повлачење.
Џон Шо и други историчари, војни и цивилни, заснивали су закључке свог рада на упаду на претпоставци да је северновијетнамски логистички систем у Камбоџи био толико оштећен да је постао неефикасан. ‍:324–325 Међутим, ово је било само привремено, као што су показали континуирани напади ПАВН-а на Ан Лоц који су подржавали из Камбоџе током Ускршње офанзиве 1972. године.
САД и АРВН тврде да је 11.369 војника ПАВН/ВЦ убијено и 2.509 заробљено. Логистички извлачење откривен, уклоњено или уништено у источној Камбоџи током операција је заиста био огроман: 22.892 појединачна и 2.509 комада оружја за посаду; 7.000 до 8.000 тона пиринча; 1.800 тона муниције (укључујући 143.000 минобацачких граната, ракета и пушчаних метака); 29 тона комуникационе опреме; 431 возила; и 55 тона санитетског материјала. Обавештајни подаци МАЦВ-а проценили су да је снагама ПАВН/ВЦ у јужном Вијетнаму било потребно 1.222 тоне свих залиха сваког месеца да би одржале нормалан темпо операција.
Званична историја ПАВН-а тврди да су од априла до јула елиминисали 40.000 непријатељских војника, уништили 3.000 возила и 400 артиљеријских оруђа и заробили 5.000 комада оружја, 113 возила, 1.570 тона пиринча и 100 тона санитетског материјала.
Због губитка камбоџанског система снабдевања и континуиране ваздушне забране у Лаосу, МАЦВ је проценио да на сваких 2,5 тона материјала посланих на југ низ стазу Хо Ши Мина, само једна тона стигне на одредиште. Међутим, права стопа губитка је вероватно била само око десет процената. Због недостатка проверљивих извора у Северном Вијетнаму, ова цифра је у најбољем случају процена.
Без обзира на то, ПАВН-ова Група 559 се успешно супротставила овим напорима кроз маскирну тактику и изградњу хиљада километара „заобилазних“ путева како би избегла тачке гушења које су често биле под непријатељским нападима.
Најбоља процена УСАФ-а за исти временски период била је да је једна трећина укупне количине уништена у транзиту.
Јужновијетнамске снаге су се добро понашале током упада, али њихово вођство је било неуједначено. Три се показао као сналажљив и инспиративан командант, добивши назив „Патон папагајевог кљуна” од америчких медија. Абрамс је такође похвалио вештину генерала Нгуиен Виет Тханха, команданта ИВ корпуса и планера операције Папагајев кљун. На несрећу Јужног Вијетнама, оба официра су погинула у паду хеликоптера, Тханх 2. маја у Камбоџи и Три у фебруару 1971. Други команданти АРВН-а, међутим, нису тако добро наступили. Чак и у овом касном периоду сукоба, именовање генералних официра АРВН-а било је подстакнуто политичком лојалношћу, а не професионалном компетентношћу.
Као тест вијетнамизације, упад су хвалили и амерички генерали и политичари, али Вијетнамци нису заиста наступили сами. Учешће америчких копнених и ваздушних снага онемогућило је било какву такву тврдњу. Када су позвани да спроведу соло офанзивне операције током упада у Лаос (операција Лам Сон 719) 1971. године, сталне слабости АРВН-а постале су превише очигледне.
Камбоџанска влада није обавештена о упаду све док није био у току. Камбоџанско руководство је међутим поздравило интервенцију против база ПАВН-а и резултирајуће слабљење војних способности ПАВН-а. Руководство се надало трајној америчкој окупацији светилишта ПАВН-а јер снаге ФАНК и АРВН нису биле у стању да попуне вакуум на овим територијама након повлачења САД и уместо тога су ПАВН и Црвени Кмери брзо кренули да попуне празнину. Тврдило се да је упад подгрејао грађански рат и помогао побуњеним Црвеним Кмерима да прикупе регруте за свој циљ. ‍:166–167